# Holiday-Klasse
Die Holiday-Klasse war eine aus drei Schiffen bestehende Schiffsklasse, die für Carnival Cruise Lines gebaut wurde. Die Schiffe der Klasse waren die ersten Neubauten der Reederei nach der Indienststellung der Tropicale 1981.

## Geschichte
Das erste Schiff der Klasse, die Holiday, wurde 1985 in Fahrt gebracht. Das zweite Schiff der Klasse, die Jubilee, wurde geringfügig vergrößert und 1986 abgeliefert. Das dritte und letzte Schiff, die Celebration, ist komplett baugleich mit der Jubilee und wurde 1987 an den Auftraggeber abgeliefert.
Im Jahre 2004 wurde die Jubilee außer Dienst gestellt und an P&O Cruises Australia übertragen, die das Schiff als Pacific Sun wieder in Fahrt brachten. Ende 2005 nahm Carnival Cruise Lines die Holiday aus dem Kreuzfahrtgeschäft, um die Opfer des Hurrikan Katrina für ein Jahr zu unterstützen. Die Holiday nahm Ende 2006 ihren Einsatz im Kreuzfahrtgeschäft wieder auf. Im April 2008 wurde die Celebration von Carnival Cruise Lines an das neu gegründete Tochterunternehmen Ibero Cruceros übergeben und als Grand Celebration weiter betrieben. Die Holiday wurde im November 2009 ebenfalls an Iberocruceros überschrieben und ab Mai 2010 als Grand Holiday weiterbetrieben.
Die Pacific Sun wurde im Juli 2012 an Interessenten aus China verkauft. Sie erhielt den Namen Henna. Im Mai 2014 gab Ibero Cruceros bekannt, dass die Grand Celebration im November 2014 an Costa Crociere übergeben und als Costa Celebration weiterbetrieben wird. Außerdem wurde bekannt gegeben, dass die Grand Holiday entweder übertragen oder verkauft würde. Die Grand Holiday war umfangreichen Renovierungen ab März 2015 für Cruise & Maritime Voyages unter dem Namen Magellan im Einsatz.
Zwischen 2017 und 2021 wurden alle Schiffe der Klasse im indischen Alang verschrottet.

## Übersicht
| Bauname     | Indienst- stellung | letzter Betreiber                       | Tonnage    | Flagge  | Umbenennung und Verbleib                                                      | Bild | späteres Bild |
| ----------- | ------------------ | --------------------------------------- | ---------- | ------- | ----------------------------------------------------------------------------- | ---- | ------------- |
| Holiday     | 1985               | Cruise & Maritime Voyages (bis 2020)    | 46.052 BRZ | Bahamas | Grand Holiday (2009) → Magellan (2015) → Mages (2021) → 2021 Abbruch in Alang |      |               |
| Jubilee     | 1986               | HNA Tourism (bis 2015)                  | 47.262 BRZ | Malta   | Pacific Sun (2004) → Henna (2012) → Hen (2017) → 2017 Abbruch in Alang        |      |               |
| Celebration | 1987               | Bahamas Paradise Cruise Line (bis 2020) | 47.262 BRZ | Bahamas | Grand Celebration (2008) → Grand (2020) → 2021 Abbruch in Alang               |      |               |

## Vorkommnisse
- Am Morgen des 10. Februar 1989 kollidierte die Celebration mit dem kubanischen Frachtschiff Capitan San Luis. Das Frachtschiff zerbrach in zwei Teile und sank innerhalb von dreizehn Minuten. Die 42 Besatzungsmitglieder des kubanischen Schiffes wurden von der Besatzung der Celebration gerettet und an einen Schlepper und ein Schiff der kubanischen Marine übergeben, bevor die Reise nach Miami fortgesetzt werden konnte.
- Am 24. November 2004 verschwand der Passagier Glenn Sheridan auf mysteriöse Weise von der Celebration. Sein Verschwinden wurde nach der Ankunft in Jacksonville, Florida, bemerkt. Laut den Aufzeichnungen der an Bord befindlichen Überwachungskameras hat er das Schiff nie verlassen, konnte aber weder auf dem Schiff noch in der Umgebung aufgefunden werden.
- Ende Juni 2008 wurden während eines Sturmes 42 Passagiere der Pacific Sun verletzt. Bekannt wurde dieses Ereignis erst zwei Jahre später durch die Veröffentlichung von Videos im Internet.
- Am 15. Juni 2009 wurde Michelle Vilborg, Passagierin der Holiday, als vermisst gemeldet. Man ging davon aus, sie sei außenbords gefallen. Der Ehemann meldete ein Verschwinden aus der Kabine, während er schlief. Andere Passagiere wollen ein klatschendes Geräusch gehört haben. Nach einem Abgleich der Passagierliste wurde das Fehlen der Person bestätigt.
- Im September 2013 wurde die Henna in einem Hafen auf der südkoreanischen Insel Jejudo festgehalten, weil die chinesische Schifffahrtsagentur Jiangsu Shagang International eine Beschlagnahme des Schiffes beantragte. Nachdem die 1659 Passagiere mehrere Tage an Bord festsaßen, wurde die Kreuzfahrt abgebrochen und die Passagiere in ihre Heimatländer geflogen.